# Touching from a Distance
Touching from a Distance (с англ. — «Прикосновение на расстоянии») — это биографическая книга, написанная Деборой Кертис. В ней рассказывается о её жизни и браке с Иэном Кертисом, солистом британской пост-панк-рок-группы 1970-х годов Joy Division. В книге Дебора Кертис рассказывает о неверности Иэна, неспокойном, по её мнению, браке, изменчивой и порой проблемной личности Иэна , о его проблемах со здоровьем (включая эпилептические припадки и депрессию), которые, вероятно, привели к его самоубийству в 1980 году накануне первого большого концертного тура группы «Joy Division» по США.

## Экранизации
На основе книги был снят фильм Антона Корбейна «Контроль» (2007), Дебора Кертис была сопродюсером. Роль Деборы Кертис сыграла Саманта Мортон.

## Информация
Название является цитатой одной из самых популярных песен «Joy Division» — «Transmission».
Предисловие к книге написал музыкальный журналист Джон Сэвидж .
Приложение книги содержит четыре раздела: дискографию, тексты песен, неизданные тексты и список концертов. Раздел «Неизданные тексты» содержит песни, которые либо не были записаны, либо не были закончены.